# Melinda Halliwell
Melinda Prudence Halliwell er en fiktiv figur fra WB's hit tv-serie Heksene fra Warren Manor. Melinda er Piper og Leos tredje barn og første datter. Hun er lillesøster til Wyatt og Chris. Den lille pige spilles af skuespiller Kathleen Teresa Scott.

## Biografi
Melinda er født i år 2007 af Piper Halliwell, det vides ikke hvilke kræfter Melinda har, da Leo som er far til Melinda var dødelig da hun blev lavet. Hun er 3 år yngre end storebror Chris og 4 år yngre end Wyatt. I sidste afsnit af serien ses Melinda med sine brødre, og sin far og mor Piper der giver hver af børnene deres madpakker og de løber derefter ud af døren. Det er det eneste bevis vi har på at Melinda eksisterer. Derimod er det som det tredje barn af Piper og Leo og ikke det første som vi alle havde regnet med i første omgang.

## Pipers eller Phoebes datter
Selvom Melinda kun blev vist kort lige til sidst i afsnittet af serien, og blev ikke nævnt da Piper fortalte hvordan hendes liv blev efter "Den ultimative kamp" men i officielle manuskripter fra serien blev navnet "Melinda" nævnt flere gange i den scene. Piper sagde "Jeg fik endelig min lille pige" men det blev klippet fra under udvælgelsen. Marlayna (som er mor til skuespiller Kathleen) har offentliggjort inde på flere sider at Katie spillede Pipers yngste datter.

## Morality Bites
I afsnittet fra sæson 2 Morality Bites fik vi et indblik af fremtiden og vi så Pipers datter spillet af Clara Thomas. Pipers førstefødte var dengang en pige og derfor troede alle at Piper og Leo ville få en lille pige da hun endelig blev gravid i slutningen af 4. sæson Witch Way Now Det viste sig stik imod alles forventning at være en dreng da han ankom i sæson 5's The day the Magic died. Pipers førstefødte pige eksisterer ikke længere, men eksisterer som hendes tredje barn.

## Trivia
- Det sidste afsnit af serien Forever Charmed er filmet i starten af april omkring den 4. 2006.
- Skuespilleren bag Melinda var kun 5 år gammel da hun spillede rollen.

|  | Infoboks uden skabelon Denne artikel har en infoboks dannet af en tabel eller tilsvarende. |